# Trichobolus
Trichobolus — рід грибів. Назва вперше опублікована 1967 року.